# Edward Tomczak
Edward Tomczak (ur. 23 sierpnia 1923 w Krasnymstawie, zm. 2000) – żołnierz Ludowego Wojska Polskiego, technik mechanik, działacz społeczny.

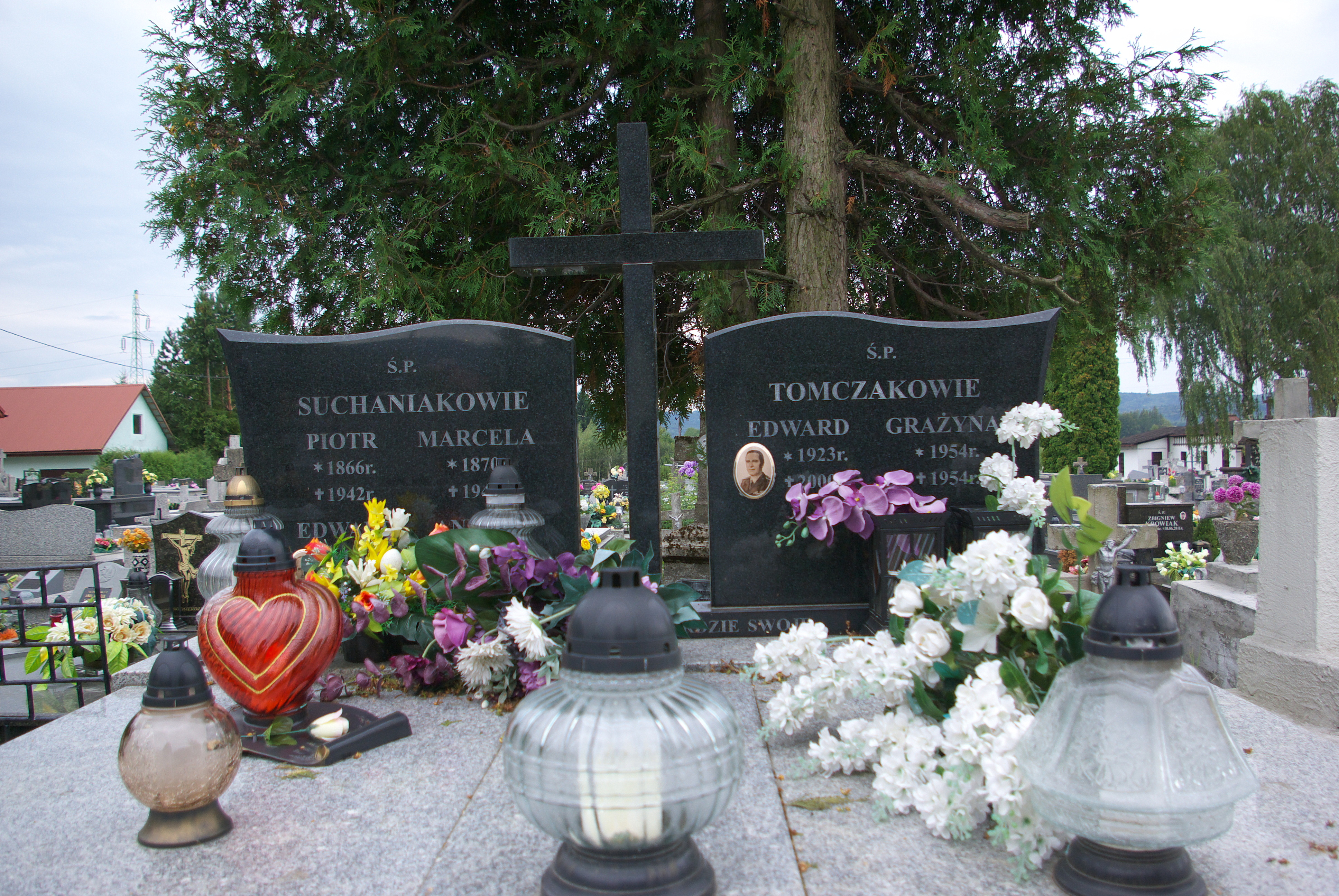
Grobowiec rodzin Suchaniak i Tomczak

## Życiorys
Urodził się 23 sierpnia 1923 w Krasnymstawie jako Józefa i Katarzyny. Podczas II wojny światowej wstąpił do Ludowego Wojska Polskiego i od września 1944 brał udział w walkach na froncie wschodnim w szeregach 2 Armii WP na szlaku od Warszawy do Włocławka. Tam został przydzielony do batalionu szturmowego Armii Czerwonej. W jego szeregach służył do końca wojny. Uczestniczył w walkach o Berlin.
Po wojnie został pracownikiem „Sanowagu” w Sanoku (późniejsza Sanocka Fabryka Autobusów „Autosan”). W tamtejszych przyzakładowych szkołach mechanicznych w 1953 ukończył Technikum Przemysłu Samochodowego dla Pracujących z tytułem technika mechanika o specjalności budowa samochodów. W okresie PRL pozostawał pracownikiem macierzystej fabryki. Pracował na stanowisku kierownika działu transportu kolejowego. W 1986 obchodził jubileusz 45-lecia pracy w macierzystym zakładzie pracując w nim nadal, tym niemniej w niepełnym wymiarze godzin.
W 1984 został wybrany członkiem Komisji ds. Samorządu Miejskiej Rady Narodowej w Sanoku jako osoba nie sprawująca mandatu radnego. W 1986 został wybrany członkiem Kolegium Karno-Administracyjnego w Sanoku. Działał w Związku Bojowników o Wolność i Demokrację, w oddziale (powiatowym) w Sanoku 23 maja 1971 wybrany członkiem sądu koleżeńskiego, 21 października 1973 wybrany członkiem sądu koleżeńskiego oddziału miejskiego w Sanoku (działającego od 1 stycznia 1973 wskutek przekształcenia oddziału powiatowego na podstawie zmian administracyjnych). Po kolejnej reorganizacji struktur ZBoWiD w 1975 został członkiem zarządu wojewódzkiego w Krośnie ( z siedzibą w Jaśle), ponownie 18 października 1978, 11 maja 1980, ponownie w październiku 1989. Wybierany członkiem zarządu koła miejsko-gminnego w Sanoku 15 listopada 1976, 23 października 1977, 28 listopada 1982.
Zmarł w 2000. Został pochowany na Cmentarzu Posada w Sanoku.

## Odznaczenia
- Krzyż Oficerski Orderu Odrodzenia Polski[1]
- Krzyż Kawalerski Orderu Odrodzenia Polski (1974)[3]
- Medal 30-lecia Polski Ludowej (1975)[18]
- Odznaka „Zasłużony dla Sanockiej Fabryki Autobusów” (1975)[19]
- Odznaka „Zasłużony dla Sanoka” (1983)[20][21]
- Odznaka „Zasłużony dla ZBoWiD” (1989)[14]
- Dyplom uznania za szczególne osiągnięcia (ZBoWiD, 1980)[13]